# Gradina
Gradina ist ein Dorf und eine Gemeinde in der Gespanschaft Virovitica-Podravina in Kroatien in der historischen Region Slawonien. In der Volkszählung von 2001 hatte die Gemeinde 4485 Einwohner, 85,60 % davon Kroaten und 9,70 % Serben. Das Dorf allein besaß 972 Einwohner. In der Volkszählung von 2011 hatte die Gemeinde 3850 Einwohner, 89,01 % davon Kroaten und 8,36 % Serben. Das Dorf allein besitzt 916 Einwohner.

## Geographie
Gradina liegt etwa 6 km nördlich der Nationalstraße D2, 8 km östlich der Nationalstraße D5.
Um die 10 km in nördlicher Richtung befindet sich die Drau, die hier den Grenzfluss zu Ungarn bildet. Gradina liegt etwa 6 km nördlich von Suhopolje und etwa 15 km von Virovitica entfernt.

### Ortsteile
Die Gemeinde Gradina besteht aus elf Ortsteilen:
- Baćevac
- Brezovica
- Budakovac
- Detkovac
- Gradina
- Lipovac
- Lug Gradinski
- Novi Gradac
- Rusani
- Vladimirovac
- Zlebina

## Kultur und Sehenswürdigkeiten

### Bauwerke

#### Pfarrkirche

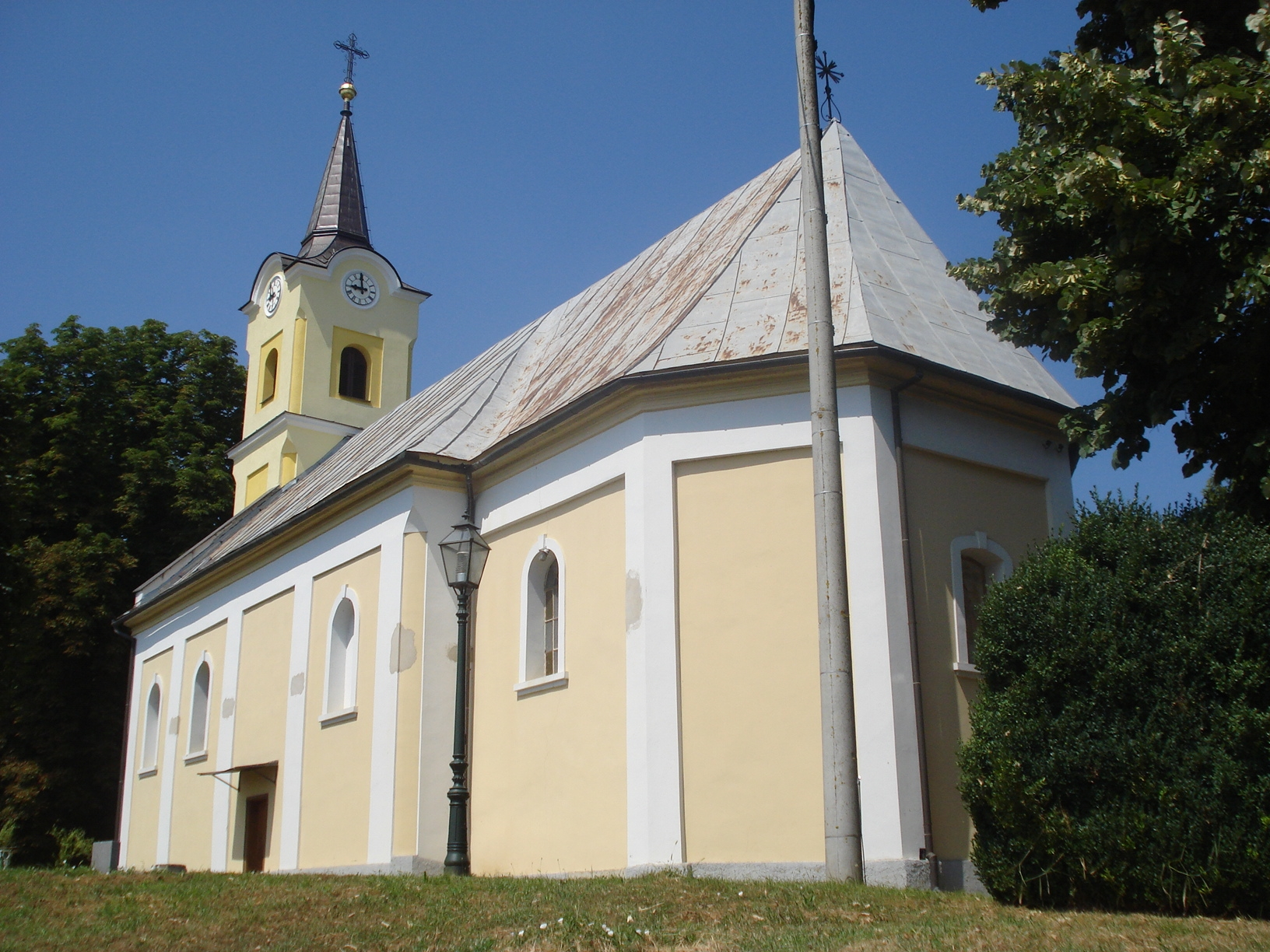
Pfarrkirche des Heiligen Elias in Gradina

Die Pfarrkirche in Gradina ist dem Heiligen Elias geweiht.

## Weiteres
- Slawonien
- Liste der Orte in Kroatien
- Liste der historischen Komitate Ungarns